# Eupogoniopsis tenuicornis
Eupogoniopsis tenuicornis is een keversoort uit de familie boktorren (Cerambycidae). De wetenschappelijke naam van de soort is voor het eerst geldig gepubliceerd in 1884 door Bates.